# Kamiennogórska Specjalna Strefa Ekonomiczna Małej Przedsiębiorczości
Kamiennogórska Specjalna Strefa Ekonomiczna Małej Przedsiębiorczości (KSSEMP) – jedna z czternastu stref ekonomicznych w Polsce. Zarządzana przez Specjalną Strefę Ekonomiczną Małej Przedsiębiorczości S.A. z siedzibą w Kamiennej Górze przy ul. Jana Pawła II 11A.
Kamiennogórska Specjalna Strefa Ekonomiczna Małej Przedsiębiorczości (KSSEMP) została powołana na podstawie ustawy z 20 października 1994 r. o specjalnych strefach ekonomicznych (z późniejszymi zmianami). Będzie funkcjonować do końca grudnia 2026 roku. Siedziba Specjalnej Strefy Ekonomicznej Małej Przedsiębiorczości S.A. znajduje się w Kamiennej Górze, województwo dolnośląskie.
Kamiennogórska SSEMP prowadzi działalność na terenie województwa dolnośląskiego i wielkopolskiego na obszarze 540,83 ha w miastach: Jawor, Jelenia Góra, Kamienna Góra, Mirsk, Lubań, Lwówek Śląski, Ostrów Wielkopolski, Piechowice, Zgorzelec oraz w gminach:  Gryfów Śląski, Janowice Wielkie, Kamienna Góra, Lubawka, Nowogrodziec, Prusice, Żmigród.
Przedsiębiorca inwestujący na terenie Kamiennogórskiej Specjalnej Strefy Ekonomicznej Małej Przedsiębiorczości nabywa prawo do korzystania z pomocy publicznej w formie zwolnienia podatkowego.